# Łagiewniki (powiat lipnowski)
Łagiewniki – wieś w Polsce położona w województwie kujawsko-pomorskim, w powiecie lipnowskim, w gminie Dobrzyń nad Wisłą.
W latach 1975–1998 miejscowość administracyjnie należała do województwa włocławskiego.
W Łagiewnikach znajduje się pomnik 27 pomordowanych przez hitlerowców w 1945 roku. 7 maja odbywają się tam uroczystości związane z tym mordem.